# 吉打港口
6°06′N 100°18′E / 6.100°N 100.300°E

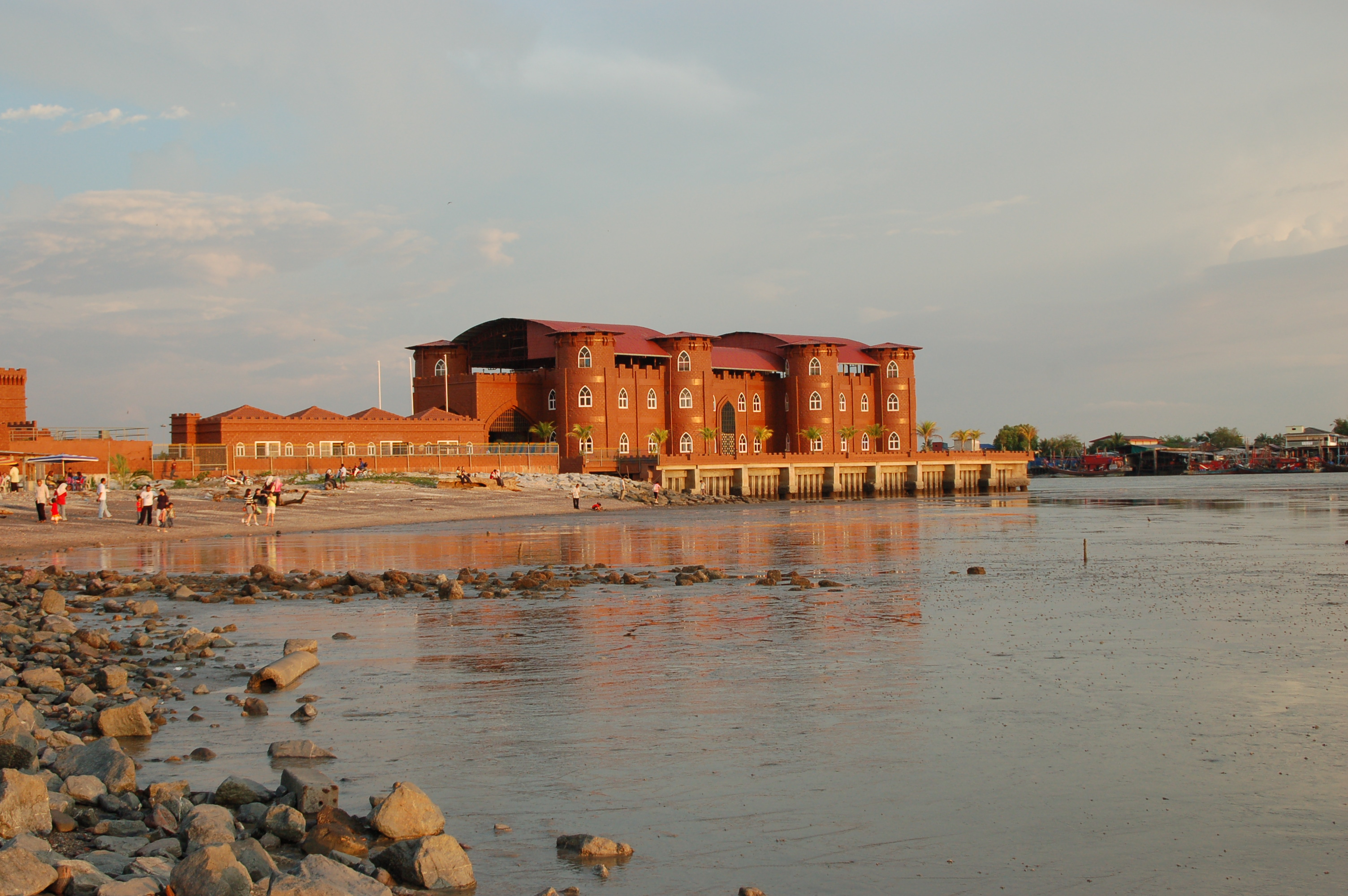
吉打港口一览

吉打港口 是马来西亚吉打州的一个小镇和渔村，也是吉打州议会选区之一。位于马来半岛西北部，距离首府亚罗士打城市西部约15公里。
这里设有通往浮罗交怡岛的渡轮服务，也是通往该岛的第二港口，而坐巴士的则要到玻璃市港口的主要港口，因那里才有较大的停车处。这里也是一个“读书”城，是个学习的好城镇。

## 旅游景点
- 吉打港口城堡 [1]